# Hofeteich (Wilschdorf)
Der Hofeteich (ursprünglich als St. Donatsteich bzw. Sankt Donathsteich bezeichnet) ist ein etwa 1,1 Hektar großer, künstlich angelegter Teich in Wilschdorf, einem Ortsteil der Gemeinde Dürrröhrsdorf-Dittersbach im Landkreis Sächsische Schweiz-Osterzgebirge.

## Allgemeines
Der Hofeteich liegt direkt an der Staatsstraße 160 im als Oberdorf bezeichneten Teil von Wilschdorf. Der Teich wird vom Wilschdorfer Dorfbach, einem Nebenfluss der Wesenitz, durchflossen. In der Mitte des Gewässers befindet sich eine kleine, baumbestandene Insel.

## Geschichte
Seit dem 15. Jahrhundert gehörte die Stolpener Pflege und damit auch Wilschdorf zum Bistum Meißen. Die Bischöfe unterhielten im Stolpener Raum zahlreiche Fischereigewässer, in denen vor allem Karpfen gezüchtet wurden. Da in fast allen dieser Teiche auch Raubfische, zum Beispiel Hechte, lebten, mussten die dort eingesetzten Jungkarpfen bereits eine gewisse Mindestgröße vorweisen, um nicht gefressen zu werden. Dazu wurden sogenannte Streich- und Streckteiche zum Ablaichen und zur ersten Aufzucht eingerichtet, in welchen sich ausschließlich Karpfen befanden. Johann VI. von Saalhausen, Bischof von Meißen, ließ 1510 den Hofeteich „vor dem Caraswalde über Wilschdorf“ (das Waldgebiet erstreckte sich im 16. Jahrhundert deutlich weiter als heute) zur Anzucht der jungen Karpfen anlegen. Der Teich wurde dem Heiligen Donatus von Arezzo, einem italienischen Bischof aus dem 4. Jahrhundert, geweiht und als St. Donatsteich bzw. Sankt Donathsteich bezeichnet. Die überlieferten Aufzeichnungen des Bistums beschreiben die Aufzucht von jährlich 1.000 Schock (entspricht 60.000 Stück) Jungfischen („jährige Kärpfchen“), die immer am Georgstag (23. April) in den Hofeteich eingesetzt wurden. Bis zum Gallustag (16. Oktober) wuchsen die Fische im Teich heran und wurden dann, nachdem sie eine Größe erreicht hatten, mit der sie nicht mehr so leicht anderen Fischen zum Opfer fallen konnten, in die anderen Zuchtgewässer des Meißner Stifts umgesiedelt. Während des Abfischens der Karpfen wurde der Hofeteich komplett abgelassen. Der Rechenschaftsbericht des Bischofs Johann VI. von Saalhausen bezifferte den Wert des Teiches mit 600 Gulden.

## Natur
Der Hofeteich wird offiziell als Angelgewässer genutzt (Gewässernummer D 10-110) und unterliegt somit den Bestimmungen des Sächsischen Fischereigesetzes (SächsFischG). Die Hauptfischarten sind Aal, Hecht, Karpfen, Schleie, Weißfische und Zander. Das Eisfischen ist im Hofeteich nicht gestattet.
Einige Ufer- und Randbereiche des Teichs sind mit Schilfpflanzen bewachsen. Rings um das Gewässer und auf der kleinen Insel in der Mitte wachsen verschiedene Laubbäume, so zum Beispiel Silber-Weiden, Hänge-Birken und Silber-Linden.